# Булла, Макс
Макс Булла (нем. Max Bulla; род. 26 сентября 1905 года в Вене, Австро-Венгрия — ум. 1 марта 1990 года в Питтене, Австрия) — австрийский шоссейный велогонщик, выступавший с 1926 по 1949 год. Чемпион Австрии 1926 и 1927 годов в групповой шоссейной гонке. Победитель Тура Швейцарии-1933.
После победы на 2-м этапе Тур де Франс 1931 года стал единственным велогонщиком-туристом в истории Тур де Франс, который завоевал жёлтую майку лидера. По состоянию на 2019 год является единственным австрийским велогонщиком, возглавлявшим когда-либо генеральную классификацию Тур де Франс.

## Достижения
1926
1-й  Чемпионат Австрии
1927
1-й  Чемпионат Австрии
1928
6-й Чемпионат мира – профессионалы
1929
2-й Тур Венгрии
8-й Чемпионат мира – профессионалы
1930
3-й Чемпионат Цюриха
10-й Чемпионат мира – профессионалы
1931
1-й Чемпионат Цюриха
1-й Тур дю Лак Леман
1-й Марсель — Лион
1-й — Этапы 2, 12 и 17 Тур де Франс
1-й — Этап 15 Тур Германии
5-й Чемпионат мира – профессионалы
1933
1-й Тур Швейцарии
1-й — Этапы 2 и 3
2-й Тур Воклюза
1934
1-й — Этап 5 Тур Швейцарии
1935
3-й Генуя — Ницца
5-й Вуэльта Испании
1-й — Этапы 8 и 10
1936
1-й — Этап 7 Тур Швейцарии
3-й Париж — Рен

## Статистика выступлений

### Гранд-туры
| Гранд-тур       | 1931 | 1932 | 1933 | 1934 | 1935 | 1936 |
| --------------- | ---- | ---- | ---- | ---- | ---- | ---- |
| Джиро д’Италия  | —    | —    | —    | —    | —    | —    |
| Тур де Франс    | 15   | 19   | НФ   | —    | —    | НФ   |
| Вуэльта Испании | —    | —    | —    | —    | 5    | —    |

| —  | Не участвовал  |
| НФ | Не финишировал |